# Sorauren
Sorauren es una localidad española y un concejo de la Comunidad Foral de Navarra perteneciente al municipio de Ezcabarte. Está situado en la Merindad de Pamplona, en la Comarca de Ultzamaldea. Su población en 2014 fue de 193 habitantes (INE).

## Demografía
| 2000 | 2001 | 2002 | 2003 | 2004 | 2005 | 2006 | 2007 |
| ---- | ---- | ---- | ---- | ---- | ---- | ---- | ---- |
| 149  | 155  | 159  | 155  | 158  | 160  | 170  | 163  |

## Transporte
La línea de la compañía de autobuses La Burundesa entre San Sebastián y Pamplona tiene una estación en la ciudad. Las frecuencias son variables, pero hay al menos dos servicios en cada dirección todos los días. La línea hace la siguiente ruta:
San Sebastián - Irún - Lesaca - Echalar - Yanci - Sumbilla - Santesteban - Narvarte - Velate - Almandoz - Olagüe - Ostitz - Sorauren y Pamplona.